# Kiryū, Gunma
Kiryū (桐生市 Kiryū-shi) là một thành phố thuộc tỉnh Gunma, Nhật Bản.